# Маноляса (комуна)
Маноляса (рум. Manoleasa) — комуна у повіті Ботошані в Румунії. До складу комуни входять такі села (дані про населення за 2002 рік):
- Загорень (610 осіб)
- Йорга (109 осіб)
- Лотурі (245 осіб)
- Лівень (834 особи)
- Маноляса-Прут (112 осіб)
- Маноляса (689 осіб)
- Садовень (533 особи)
- Флондора (581 особа)

Комуна розташована на відстані 401 км на північ від Бухареста, 39 км на північний схід від Ботошань, 100 км на північний захід від Ясс.

## Населення
За даними перепису населення 2002 року у комуні проживали 3713 осіб. Усі жителі комуни рідною мовою назвали румунську.
Національний склад населення комуни:
| Національність | Кількість осіб | Відсоток |
| -------------- | -------------- | -------- |
| румуни         | 3710           | 99,9%    |
| цигани         | 1              | < 0,1%   |

Склад населення комуни за віросповіданням:
| Релігія       | Кількість осіб | Відсоток |
| ------------- | -------------- | -------- |
| православні   | 3680           | 99,1%    |
| п'ятдесятники | 25             | 0,7%     |